# 水野健二
水野　健二（みずの　けんじ　1948年4月29日-）は、日本のヨガ指導者。日本ヨガの草分け的存在である沖正弘に師事し、その後ヨガを指導。多くのヨガ指導者を育成する。またヨガを中心とした講演活動を行っている。

## 著書
- 体が硬い人のためのヨガ/basic　  （PHP）　2010年
- 体が硬い人のためのヨガ/extraDVD （PHP）　2012年